# Koukol polní
Koukol polní (Agrostemma githago) je štíhlá rostlina s nachově fialovými květy, dříve obtížný plevel rostoucí především v ozimém obilí, nyní v České republice rostlina kriticky ohrožená. V roce 2003 se stal německou Rostlinou roku.

## Výskyt
Kosmopolitní rostlina pocházející pravděpodobně z východního středomoří, odkud se rozšířila svými semeny zamíchanými v osivu obilovin po celé Evropě, do oblastí Asie s mírným klimatem, do severní a jižní Afriky, Severní Ameriky, Austrálie i na Nový Zéland. Objevuje se téměř výhradně na obdělávaných půdách, zvláštní nároky na vláhu ani teplo nemá, roste všude, kde se daří obilí. Výjimečně se vyskytuje na rumištích nebo skládkách. Dnes přežívá pouze v oblastech s tradičním zemědělstvím, kde není dokonale čištěno osivo a nejsou používány pokročilejší agrotechnické metody a postupy.
Ještě v Dostálově Květeně ČSR z roku 1950 je uváděn jeho výskyt jako hojný, v současnosti je spatření koukolu polního vzácnost, stal se obětí vyspělé agrotechniky. Jedná se o druh v ČR téměř vyhynulý, řada nových nálezů pravděpodobně pochází jen z umělých výsadeb.

## Popis
Koukol polní je krátce šedoplstnatá bylina s přímou lodyhou vysokou 30 až 100 cm, ve svrchní části je z úžlabí listů řídce vidlanovitě větvená. Lodyhu obrůstají vstřícně listy se špičatými čepelemi dlouhými do 10 cm a širokými až 1 cm, dolní jsou obkopinaté, horní čárkovité až podlouhlé. Celá rostlina je porostlá jemnými chlupy. Druh je poměrně variabilní v délce a větvení lodyhy. Chromozómové číslo: 2n = 24, 48.
Na koncích větví vyrůstají na dlouhých stopkách jednotlivě pětičetné květy mající v průměru 3 až 4 cm. Zvonkovitý žebernatý kalich je tvořen úzkými zelenými cípy dlouhými 2 až 3 cm převyšujícími korunu, která má lístky barvy nachově fialové (nebo vzácně bílé) s temnými proužky a tvaru obvejčitého s mírným vykrojením na okraji. Tyčinek s prašníky umístěných ve dvou kruzích je v květu 10, kyjovitých čnělek dlouhých asi 10 mm je 4 až 5, semeník je složen z 5 epipetálních plodolistů (postavených hřbety proti korunním plátkům). Na některých rostlinách se vyskytují pouze květy samičí se zakrslými prašníky. Kvete od června do srpna.
Nejdříve dozraje pyl v prašnících vnějších tyčinek, tehdy ale ještě nejsou blizny se schopny oplodnit. Když se pyl z těchto prašníků vypráší, dozrají a rozvinou se blizny a zaujmou místo v ústí koruny, takže hmyz hledající nektar se o ně musí otřít a opylit pylem z jiného květu. Posléze dospějí i vnitřní tyčinky, kterým se prodlouží nitky a prašníky se dostanou na úroveň blizen. Nezúrodnily-li se blizny dosud cizím pylem, mohou se tak opylit vlastním.
Plodem je tvrdá tobolka dlouhá 2 cm, která je podlouhle vejčitá až elipsoidní, jednopouzdrá, otvírající se pěti zuby. Na vnitřním sloupku tobolky bývá upevněno asi 40 okrouhle ledvinovitých semen o velikosti 2,5 až 3,5 mm. Jsou svraskalá, matná, černá nebo tmavě hnědá. Na jedné rostlině může dozrát do 300 semen.

## Význam
Koukol polní je ozimá nebo jednoletá rostlina rozmnožující se výhradně semeny, po dozrání semen usychá. Semeno klíčí ve většině případů ještě na podzim, semenáčky přezimují a příští rok vykvetou. V chladnějších podmínkách klíčí až na jaře a chová se jako letnička. Roste převážně v obilí, řidčeji ve vytrvalých pícninách nebo okopaninách, kterým koukol polní, dříve považovaný za nepříjemný plevel, svými řídkými úzkými listy příliš neškodí. Jeho semena dozrávají dříve než obilky, ale tekutina v tobolkách zabraňuje brzkému vysušení, otevření a vypadání semen. Do sklizně obilí se otevřou pouze ty nejranější a jen malé množství semen se vysype do půdy, většina je sklizena současně s obilkami.
Semena koukolu polního obsahují dva nebezpečné glykosidy, agrostemmin a githagin, jejichž pravidelné požívání v mouce může způsobit otravu lidem, případně i dobytku, avšak žádný případ otravy semeny koukolu polního není lékařsky doložen.
Semena mají ihned po dozrání téměř 100% klíčivost, v půdě si klíčivost podrží jen jeden rok, ale v suchém prostředí i 10 let, proto se nejvíce rozmnožuje s osivem. Na poli vyklíčí z hloubky nejvíce 7 cm, při hlubším zaorání po sklizni je semeno již ztraceno. S nástupem čištění osiva od semen plevelů a správného obdělávání půdy se již nemůže koukol polní přirozeně rozmnožovat.
V minulosti bylo semen koukole polního užíváno v lidovém léčitelství a to jako prostředek močopudný, proti střevním parazitům a při kožních chorobách.

## Ohrožení
Protože téměř všechno sadbové obilí je řádně vyčištěno a obsahuje jen minimum semen plevelů, nemůže se koukol polní prakticky přirozeně rozmnožovat. Proto byl prohlášen v Černém a červeném seznamu cévnatých rostlin ČR za rostlinu kriticky ohroženou (C1 – CR).

## Galerie

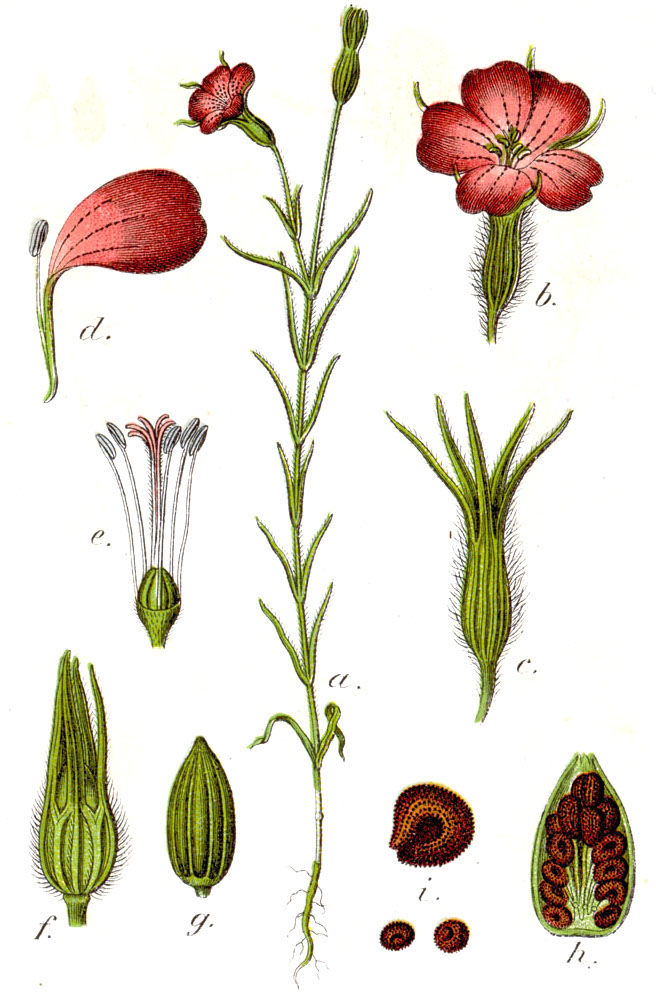
Nákres rostliny
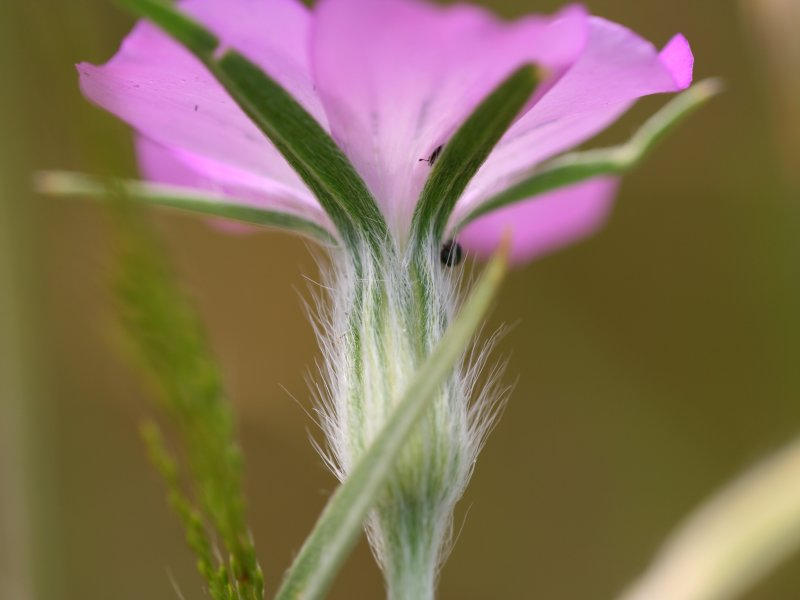
Zelený kalich a fialová koruna
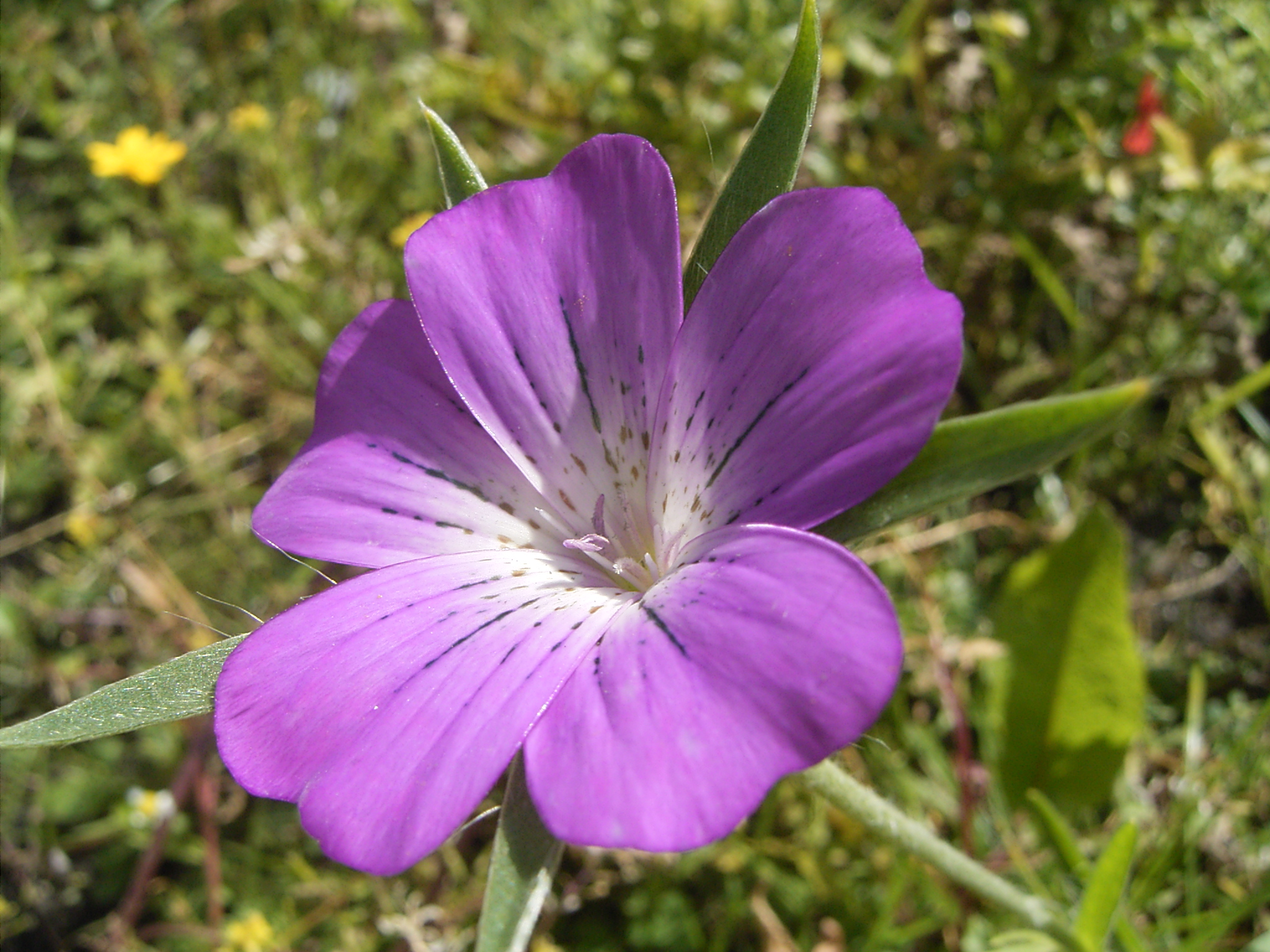
Rozevřený květ
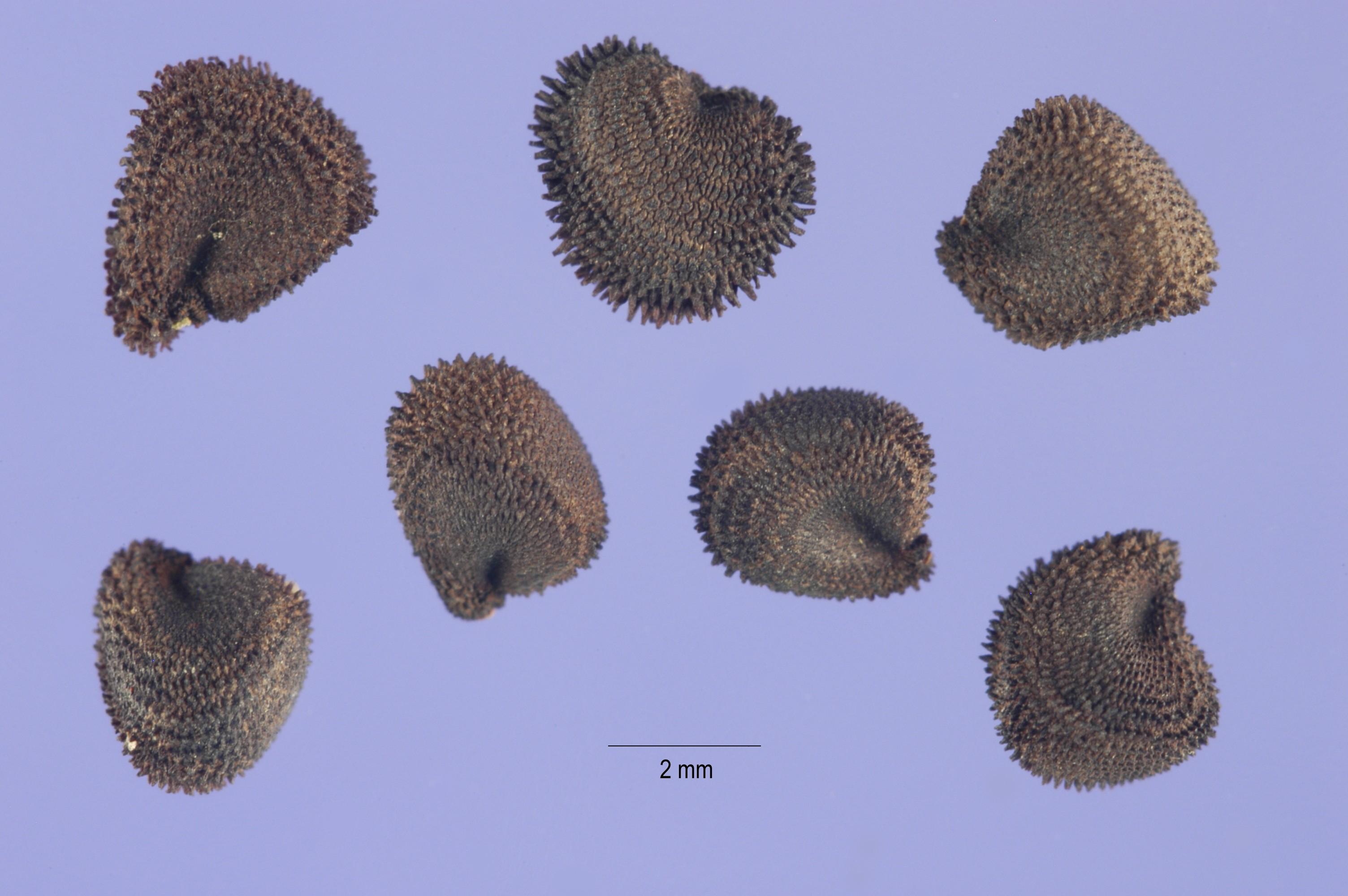
Zralá semena